# Geschiedenis van de valuta van Tibet
De geschiedenis van de valuta van Tibet begon in de tijd, waarin Tibet geen eigen valuta had. Ruilhandel was in die tijd gewoon en voor de kleinhandel werden waardestukken gebruikt als goud, schelpengeld en stenen kralen. Enkele munten uit andere landen waren af en toe ook in gebruik.
Munten werden voor het eerst in grotere aantallen gebruikt in de 17e eeuw. Dit waren zilvermunten die op bestelling werden gemaakt in Nepal. Er waren echter verschillende problemen met dit systeem, waardoor rond 1763/64 en 1785 de eerste zilverstukken werden geslagen in Tibet. In 1792 werd met de eerste massaproductie van zilverstukken begonnen onder gezamenlijk Sino-Tibetaans gezag. Munten die een Tibetaanse inscriptie hadden werden naderhand vervangen door uitgiften die Chinese en Tibetaanse legendes droegen. Dit duurde tot de jaren 1830
In 1840 werd een puur Tibetaanse munt geslagen door de Tibetaanse autoriteit. Deze werd gemaakt tot 1954, met slechts twee korte interrupties waarin de Sino-Tibetaanse munten werden uitgegeven. In 1910 begon de regering van Tibet met de productie van een grote serie koper- en zilvermunten van verschillende denominatie en van 1918 tot 1921 werden goudstukken geslagen. Het eerste Tibetaanse bankbiljet werd in 1913 uitgegeven.
Van 1955 tot 1959 werden er geen Tibetaanse muntstukken meer gemaakt, hoewel de bankbiljetten nog tot 1959 werden gedrukt. Daarna werd Tibetaans geld geleidelijk aan vervangen door de Chinese munteenheid.

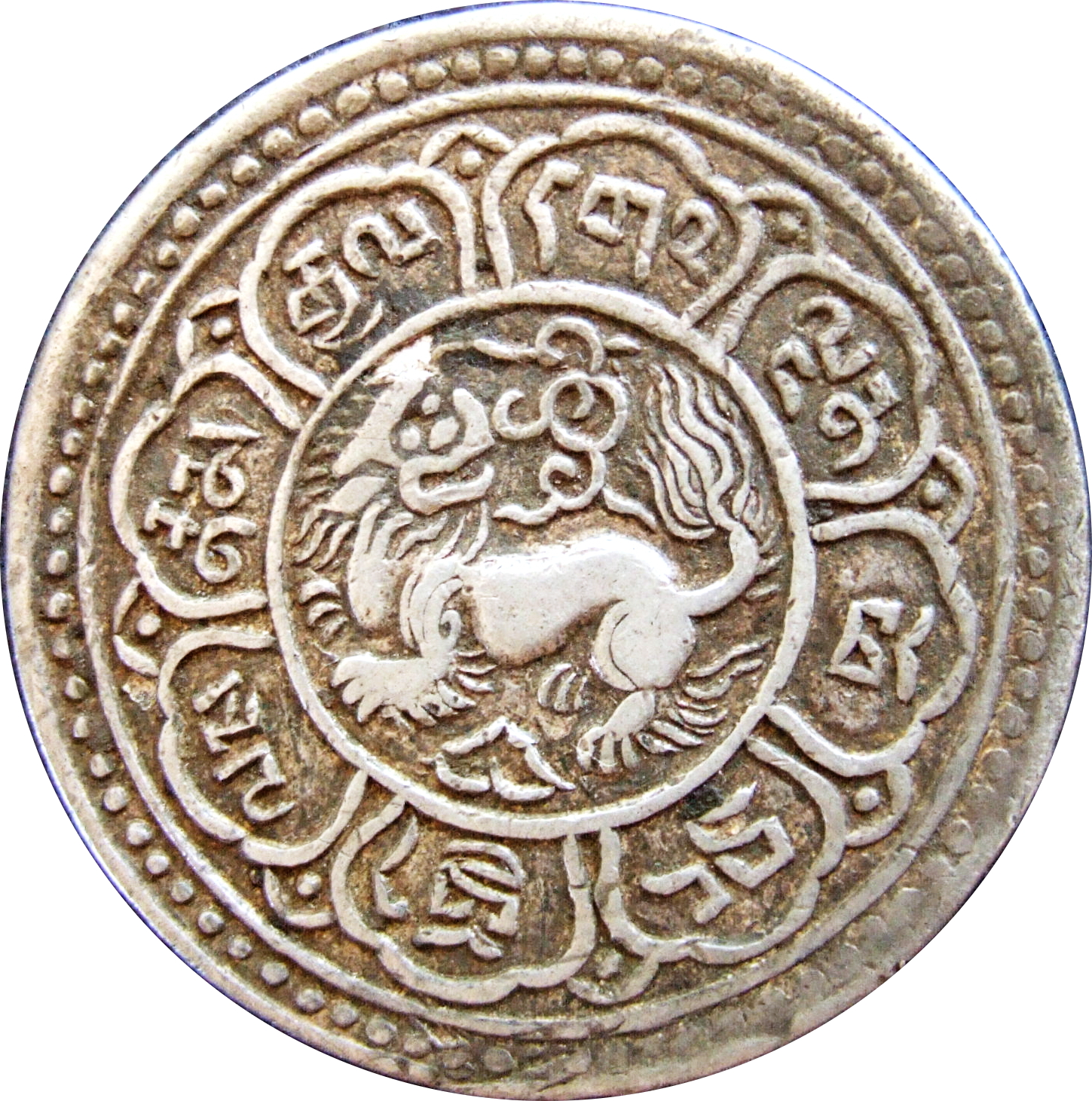
Tibetaans zilverstuk van 1 srang, gedateerd 15-43 (1909), voorzijde

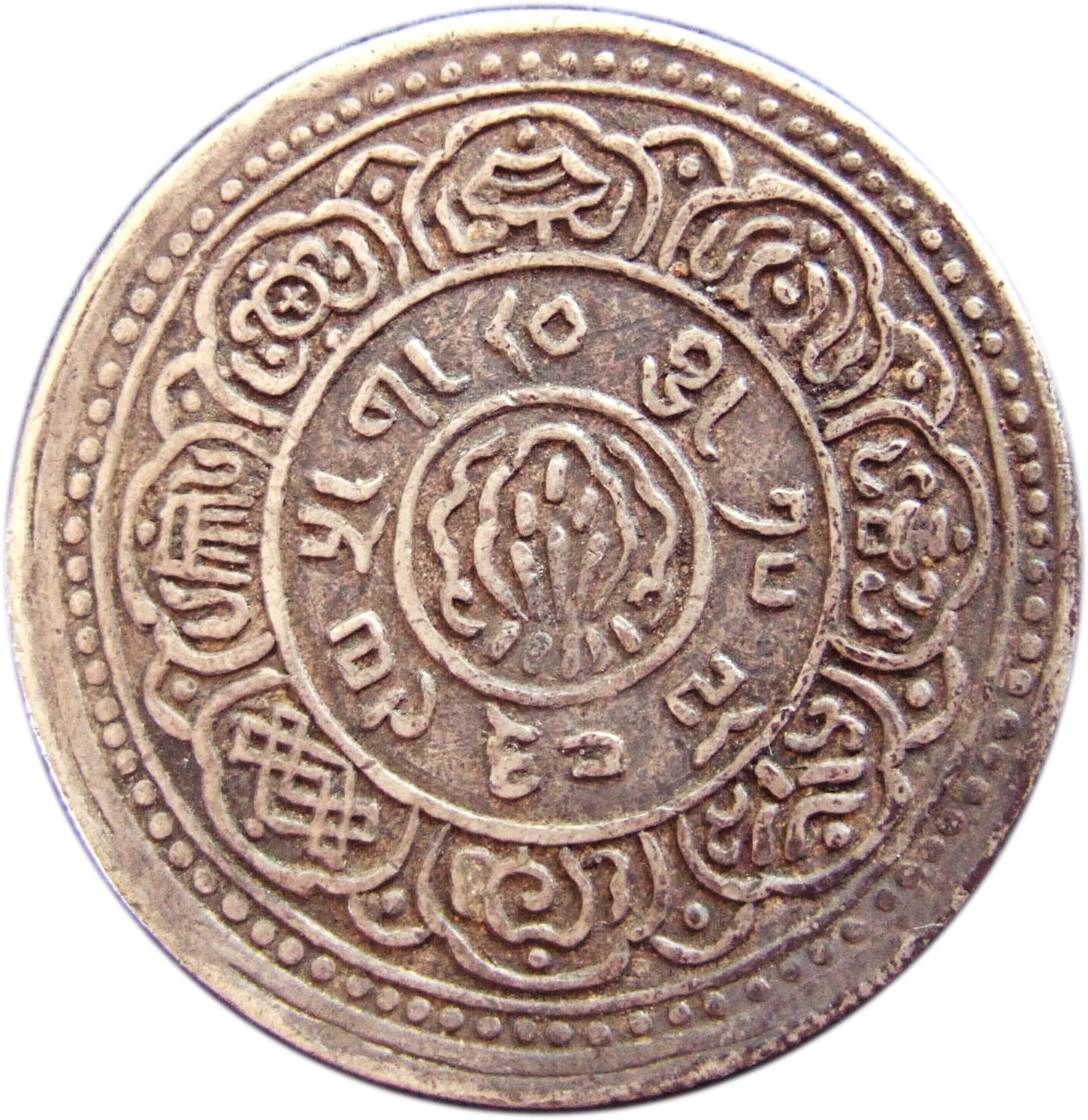
Tibetaans zilverstuk van 1 srang, gedateerd 15-43 (1909), achterzijde

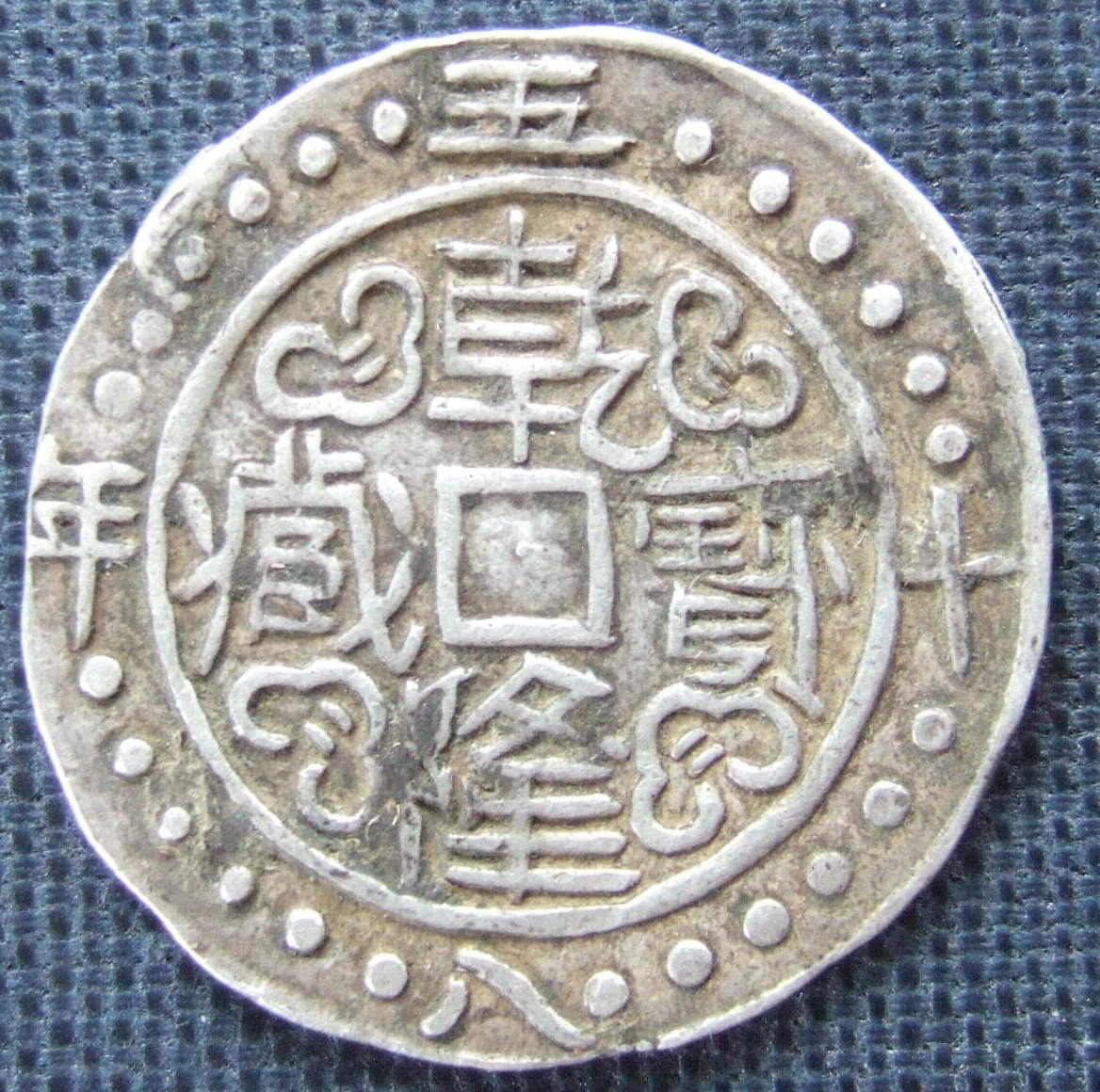
Sino-Tibetaans zilverstuk sho, gedateerd 58e jaar van het Qianlong-tijdperk, Chinees schrift, voorzijde

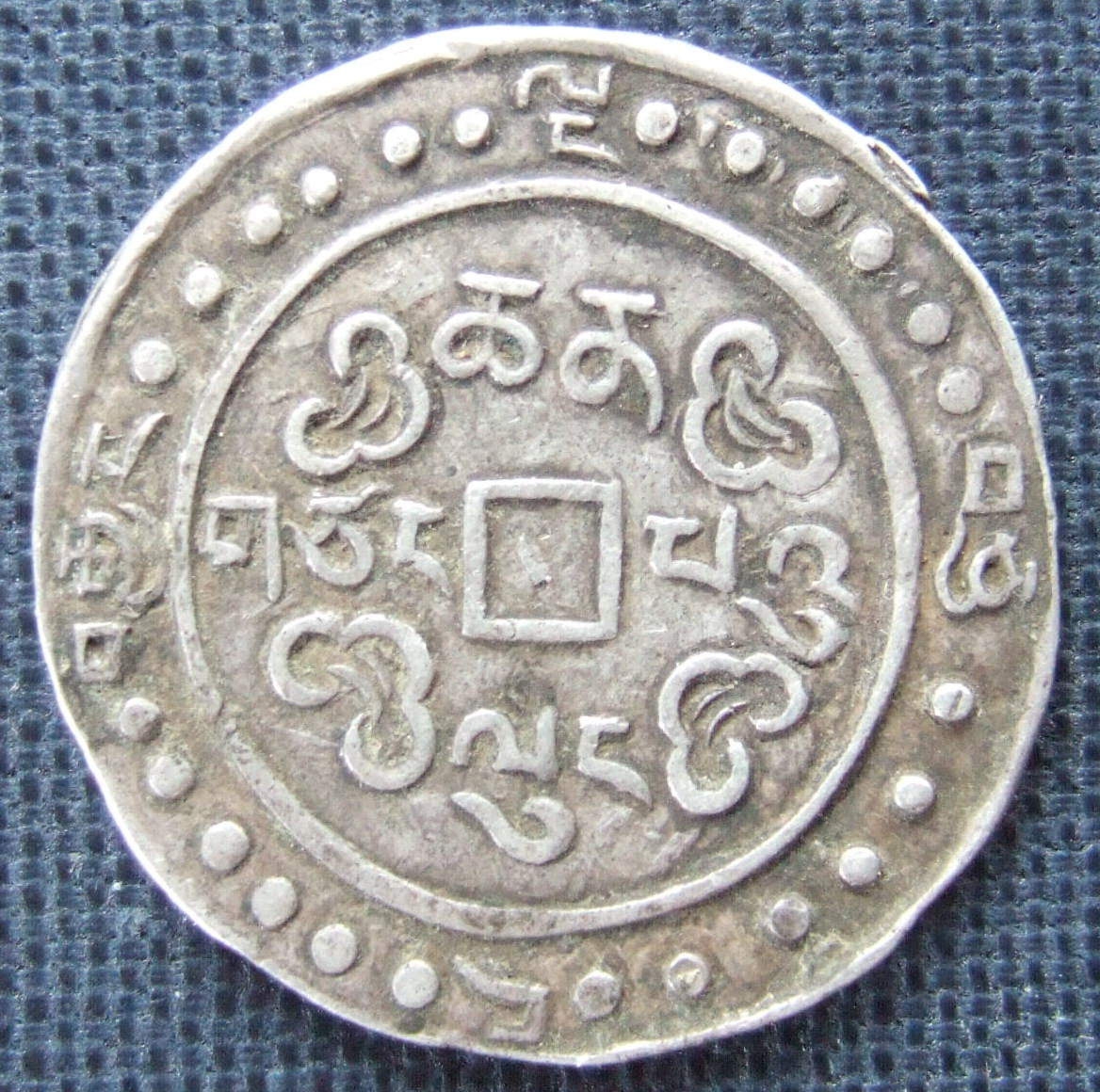
Sino-Tibetaans zilverstuk sho, gedateerd 58e jaar van het Qianlong-tijdperk, Tibetaans schrift, achterzijde

## Ruilhandel en grensoverschrijdende munten

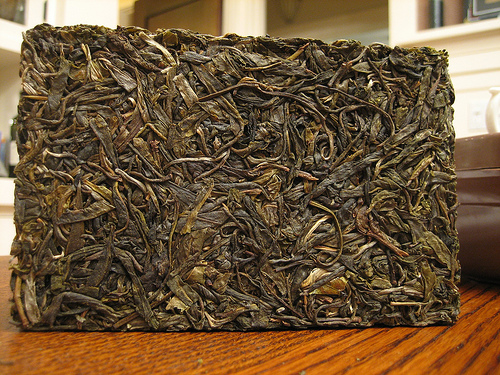
theeblok, bestemd als voedsel, drank en ruilmiddel

Voor de intrede van eigen munten was het gebruik van muntstukken in Tibet onbetekenend. India, Nepal, Chinees Turkestan en het Chinees Keizerrijk hadden al eeuwen hun eigen muntproductie en munten van die landen kwamen ook in Tibet terecht. Voor een deel kwam dit door middel van handel en voor een ander deel bestond dit uit donaties aan Tibetaanse kloosters. Deze munten kwamen ook in roulatie maar namen geen rol van betekenis in als betalingsmiddel voor dagelijkse uitgaven. In deze tijd bleef ruilhandel verreweg het meest in gebruik.
Verder was er voornamelijk sprake van ruilhandel of werden verschillende gebruiksgoederen gebruikt die ongeveer een gelijke standaardwaarde hadden onder de meerderheid van de Tibetanen. Thee werd gewoonlijk verhandeld in de vorm van theeblokken. Dit werd het belangrijkste ruilmiddel in de 19e eeuw, toen de geldmunten al hun intrede hadden gedaan in Tibet. Voor heel kleine betalingen werd schelpengeld gebruikt die bestond uit kleine zeeschelpen die voornamelijk werden bewerkt in de Maldiven en Tibet en China bereikten via Bengalen. Een ander ruilmiddel hiervoor waren stenen kralen.

## Muntwezen

### Goud als betalingsmiddel voor 1650
Voor de aanvang van de regering van de vijfde dalai lama waren er in Tibet een groot aantal verschillende goudstukken in omloop. In de wetenschap is er geen overeenstemming of men dit betalingsmiddel als muntstukken kan aanduiden.
Het gebruik van dit goud als betalingsmiddel, die goud-sho (gser zho) werd gebruikt bij belastingambtenaren van de centrale regering die ze met een Tibetaanse abacus met losse stenen moesten omrekenen naar een vergelijkbare geldstandaard. Voor de meting van het goudgehalte van deze goudstukken werd een standaard goudgewicht op de grond gelegd dat met sewa (se ba) werd aangeduid. De volgende verschillende goudstukken werden in de lijsten van de ambtenaren opgetekend:
|    | Naam     | Goudgewicht | Verbreidingsgebied | Wylie     |
| -- | -------- | ----------- | ------------------ | --------- |
| 1. | Phagsho  | 30 Sewa     | Mogelijk Pagri     | phag zho  |
| 2. | Gugsho   | 27 Sewa     | Ngari              | gug zho   |
| 3. | Tagsho   | 27 Sewa     | Burang             | stag zho  |
| 4. | Losho    | 27 Sewa     | Burang             | glo zho   |
| 5. | Changsho | 24 Sewa     | lHa ngam (?)       | byang zho |
| 6. | Gursho   | 23 Sewa     | Tsang              | mgur zho  |
| 7. | Üsho     | 20 Sewa     | U                  | dbus zho  |
| 8. | Esho     | 19 Sewa     | U                  | e zho     |
| 9. | Gosho    | 32 Sewa     | Rond Tashilhunpo   | mgo zho   |

Verder werden nog de tsangsho (gtsang zho) genoemd waarvan het goudgewicht niet werd gespecificeerd.
Als laatste werd nog het gouden betalingsmiddel sertam (gser tam) genoemd, waarvan het goudgewicht 2 Sewa bedroeg. Changsho (Chagsho Tshema; byang zho tshad ma) had een nominale waarde van 15 Sertam . Het betalingsmiddel gursho (mgur-zho) werd al door Sarat Chandra Das in zijn woordenboek genoemd. Volgens hem was 1 gursho = 24 Sewa.

### 17e en 18e eeuw

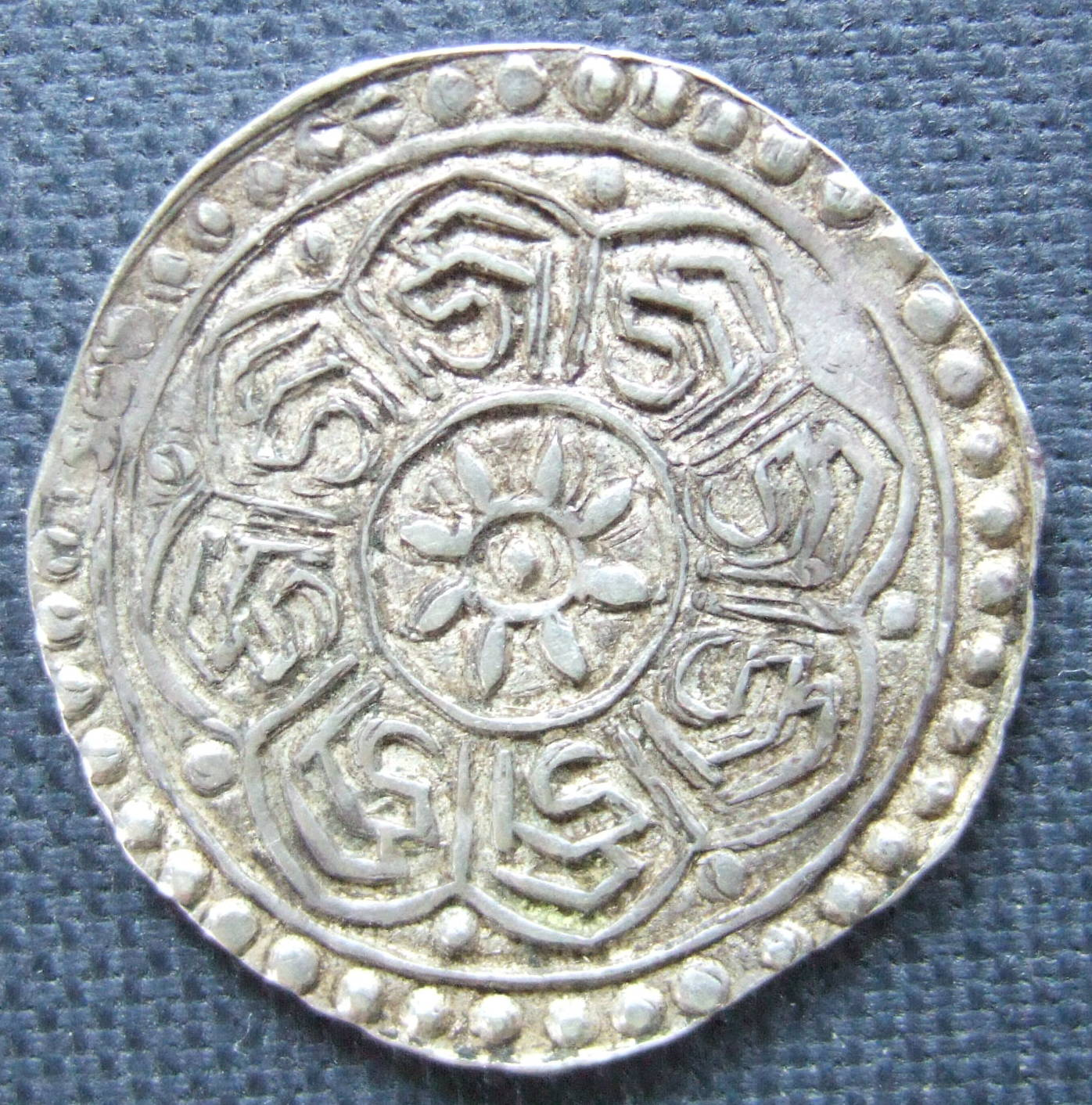
Zilveren thangka, voorzijde, met acht maal het woord dza in de rand, 2e helft 18e eeuw

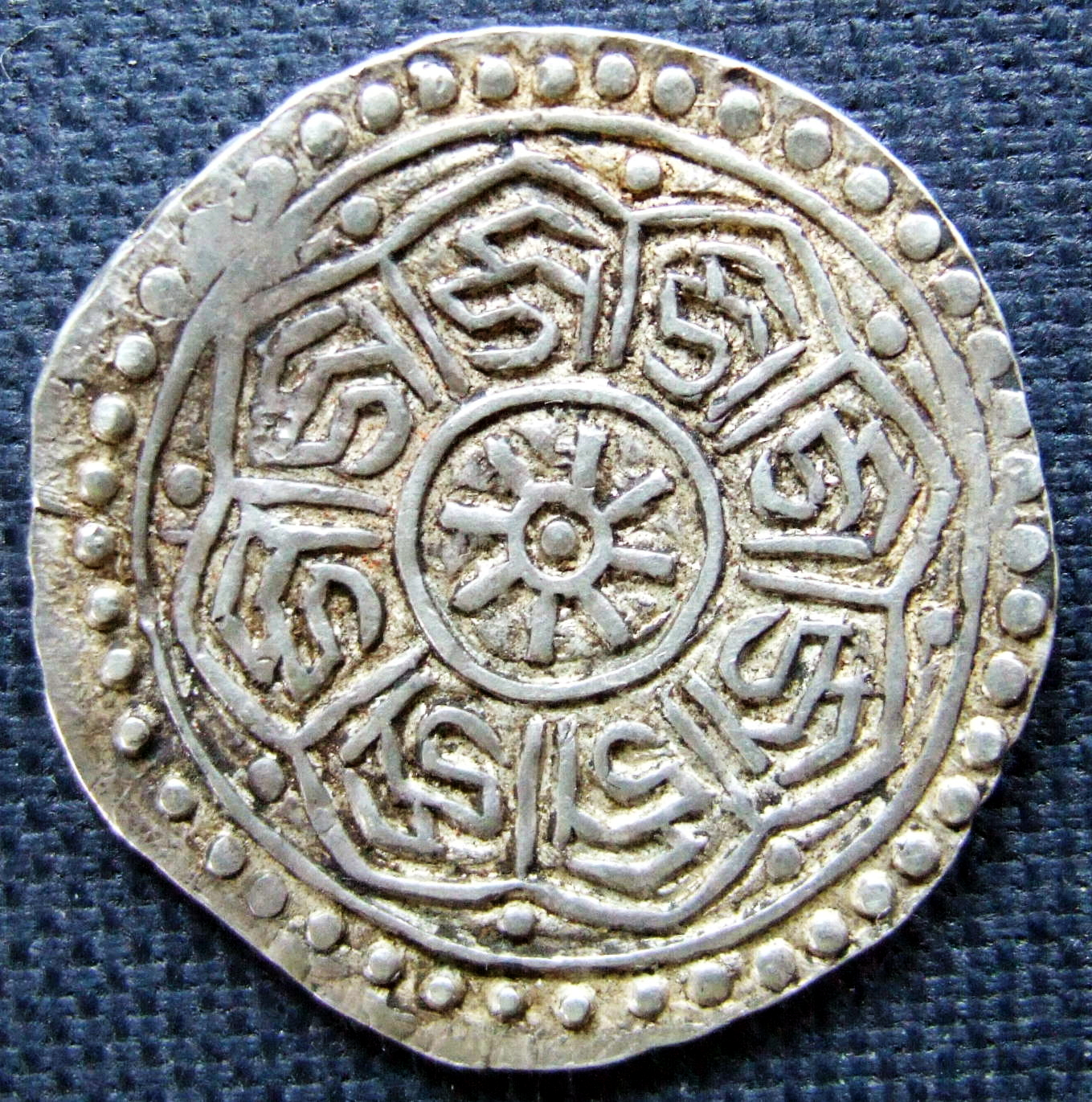
Zilveren thangka, achterzijde, met acht maal het woord dza in de rand, 2e helft 18e eeuw

De eerste munten die op grote schaal werden gebruikt in het zuiden van Tibet, waren zilverstukken die werden geproduceerd door de Nepalese Malla-koninkrijken en de eerste koningen van de erop volgende Shah-dynastie tussen ongeveer 1640 en 1791.
Tibet leverde het zilver en ontving er tegen hetzelfde gewicht munten voor terug, waarbij de winst voor de Nepalezen eruit bestond dat ze met het zilver een legering maakten met koper. Na medio 18e eeuw werd deze productie gestaakt na een geschil tussen Nepal en Tibet met betrekking tot de fijnheid van de zilverstukken.
Om het tekort aan munten in Tibet in die tijd te overkomen, liet de regering van Tibet eigen munten slaan waarbij de Nepalese munten model stonden. Dit gebeurde zonder tussenkomst van de Chinese regering in 1763-64.
Tijdens de eerste Shah-koning Prithvi Narayan Shah sinds 1768, deden de Nepalezen een poging om de lucratieve munthandel voort te zetten. Eerst leverden de Nepalezen mohars - zilverstukken van 5,4 gram - van goed zilver, maar wilden deze in omloop brengen tegen een koers van 1 nieuwe mohar tegen 2 oude versneden zilverstukken die door de Malla-koningen was geslagen. Dit had een groot verlies betekend voor de Tibetaanse handelaren en de Tibetaanse regering accepteerde deze voorwaarden niet.
De tweede Shah-koning Pratap Singh Shah leverde tussen 1775 en 1777 munten van meerdere metalen. Daarna probeerden de Nepalezen opnieuw munten in Tibet te introduceren van een goede kwaliteit zilver tegen een aanzienlijke premie in vergelijking tot de Malla- en Pratap Simha-munten. De Tibetanen weigerden deze munten, met als gevolg dat de handel tussen beide sterk verstoord werd. In 1785 experimenteerde Tibet opnieuw met een eigen munt, om tegemoet te komen aan het tekort aan zilverstukken.

### Eind 18e eeuw en de 19e eeuw
|  |
|  |

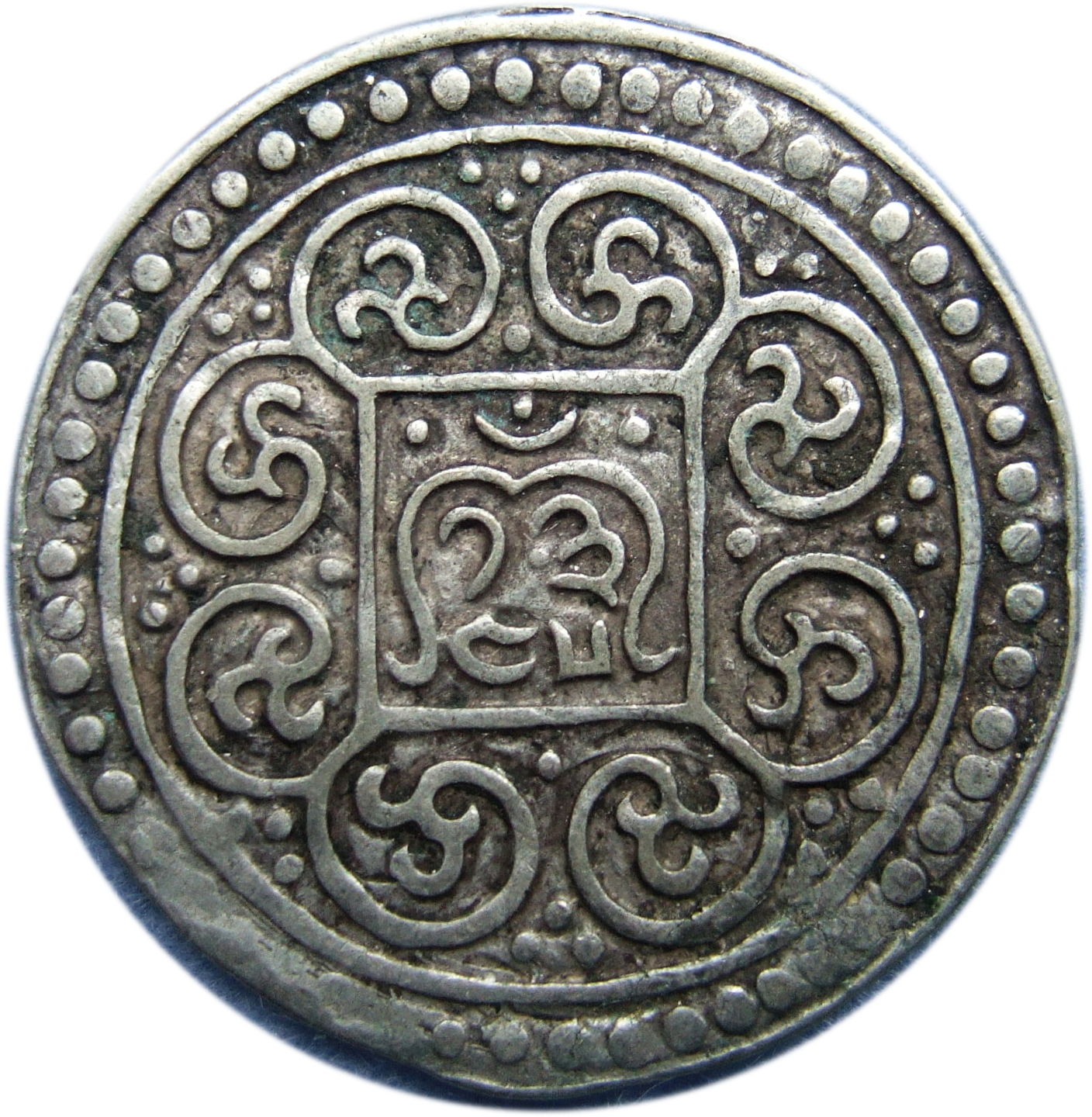
kong par thangka gedateerd 13-45 (= AD 1791), voorzijde

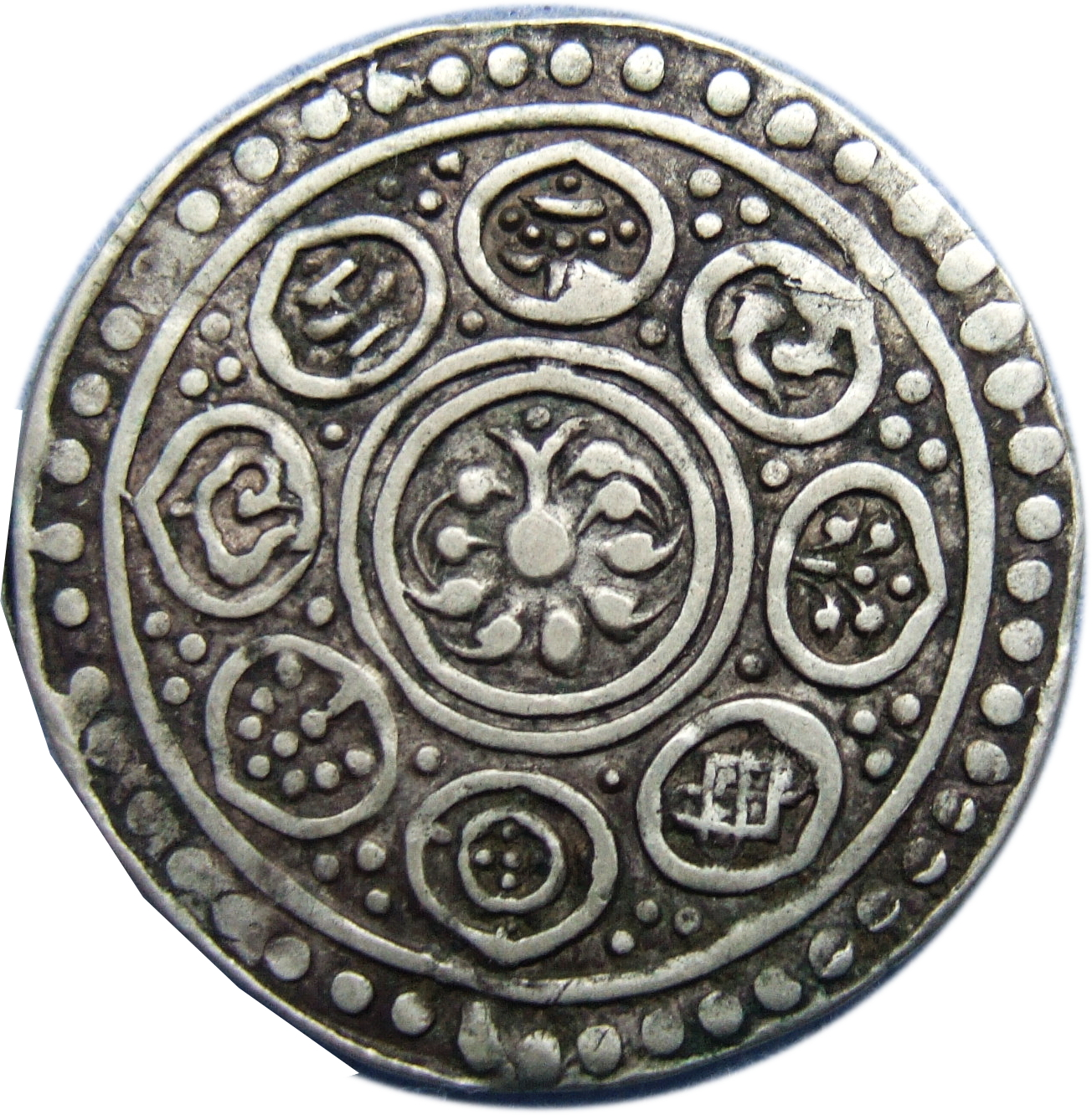
kong par thangka gedateerd 13-45(= AD 1791), achterzijde

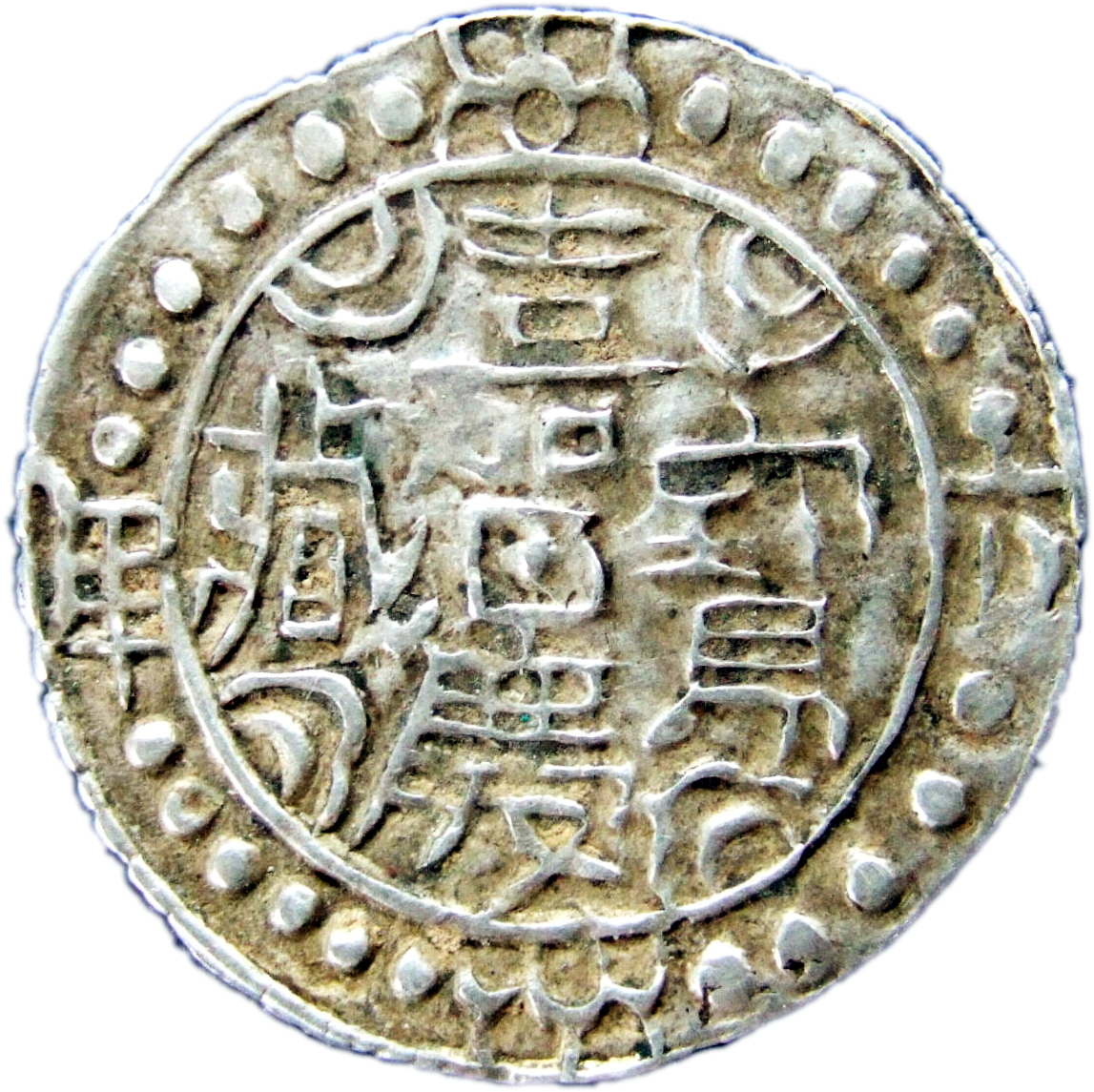
Sino-Tibetaans muntstuk uit het tijdperk van Jiaqing, 6e jaar (1801), voorzijde

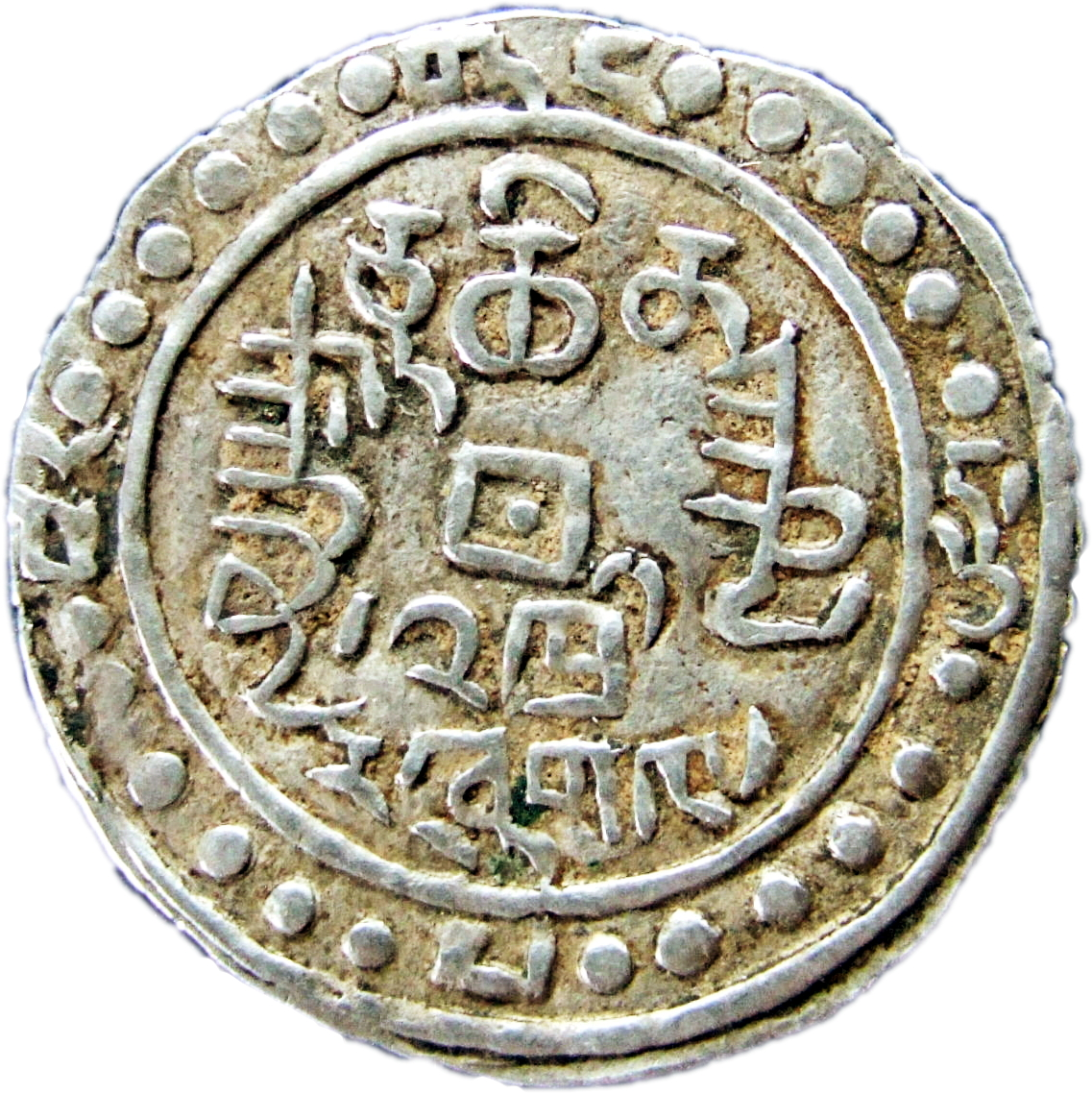
Sino-Tibetaans muntstuk uit het tijdperk van Jiaqing, 6e jaar (1801), achterzijde

Onder andere om de winstgevende muntexport af te dwingen, vielen de Nepalezen Tibet binnen in 1788 en opnieuw in 1790-91. Het Chinees leger schoot ten hulp en samen met het Tibetaans leger zetten ze de Nepalezen Tibet uit in 1792.
De Chinezen maakten van de gelegenheid gebruik door de grip op Tibet te verstevigen en vaardigden een edict uit, waarin onder meer de introductie van nieuwe zilverstukken werd bepaald, in naam van keizer Qianlong. Op hetzelfde moment werd verboden zilvermunten te importeren vanuit Nepal.
Om het tijdelijke gebrek aan munten in Tibet op te vangen, stonden de Chinezen toe dat er zogenoemde Kong-par thangka's werden geproduceerd van een zilverlegering, waarbij het ontwerp werd gekopieerd van de Nepalese prototypes. Deze thangka's werden eerst in de provincie Kongpo geproduceerd en later in Lhasa. Dit waren de eerst zilverstukken die in massaproductie in Tibet werden vervaardigd. Ze hadden hetzelfde gewicht als de Nepalese tegenhangers die ook ongeveer 5,2 gram wogen.
Vanaf 1793 werden nieuwe munten geslagen in Lhasa van nagenoeg zuiver zilver. Deze munten hadden zowel Tibetaanse als Chinese inscripties. In de tussentijd ging de productie van de Kongpar-thangka's door gedurende 1792 en aan het begin van 1793. Beide type munten waren geautoriseerd door de Chinese regering en werden geslagen onder gezamenlijk Tibetaans en Chinees toezicht. De munten maakten echter geen deel uit van het Chinese monetaire systeem, waarin met uitzondering van Sinkiang in de 18e en begin 19e eeuw geen zilverstukken voorkwamen.
In 1791 bestond aanvankelijk het plan bij de Chinese autoriteiten om koperen kleingeld in Tibet te slaan. Wanneer dit plan doorgevoerd zou zijn geweest, dan hadden de Tibetaanse munten deel uitgemaakt van het Chinese betalingssysteem. Van deze munten werd echter afgezien, vanwege de kosten om het koper van China naar Tibet te transporteren.
Tussen 1791 en 1836 lag de zeggenschap over het Tibetaanse geld hoofdzakelijk bij de Chinese regering in overleg met de Tibetaanse autoriteiten. Er werden zilverstukken geslagen voor de sho-standaard, zoals die van 3.7 gram in het 58e, 59e en 60e jaar van de Qianlong (1793, 1794 en 1795).
Er werden ook enkele zilverstukken geslagen in het 61e jaar van Qianlong (1796) die was afgetreden in het 60e jaar van zijn regering. Toen het nieuws Lhasa bereikte dat hij was afgetreden, waren er namelijk inmiddels muntstukken geslagen en in omloop gebracht.
Verdere Sino-Tibetaanse zilverstukken werden geslagen in de eerste zes jaar van de regering van keizer Jiaqing (1796-1801), tijdens zijn 8e en 9e regeringsjaar (1803-04) en tijdens de laatste zijn twee jaar ofwel 24e en 25e regeringsjaar (1819-20). Tijdens de regering van Daoguang werden alleen zilverstukken geslagen: in zijn eerste vier jaar (1821-24) en in zijn 15e en 16e jaar (1835-36).

### 1840 tot 1954
|  |
|  |

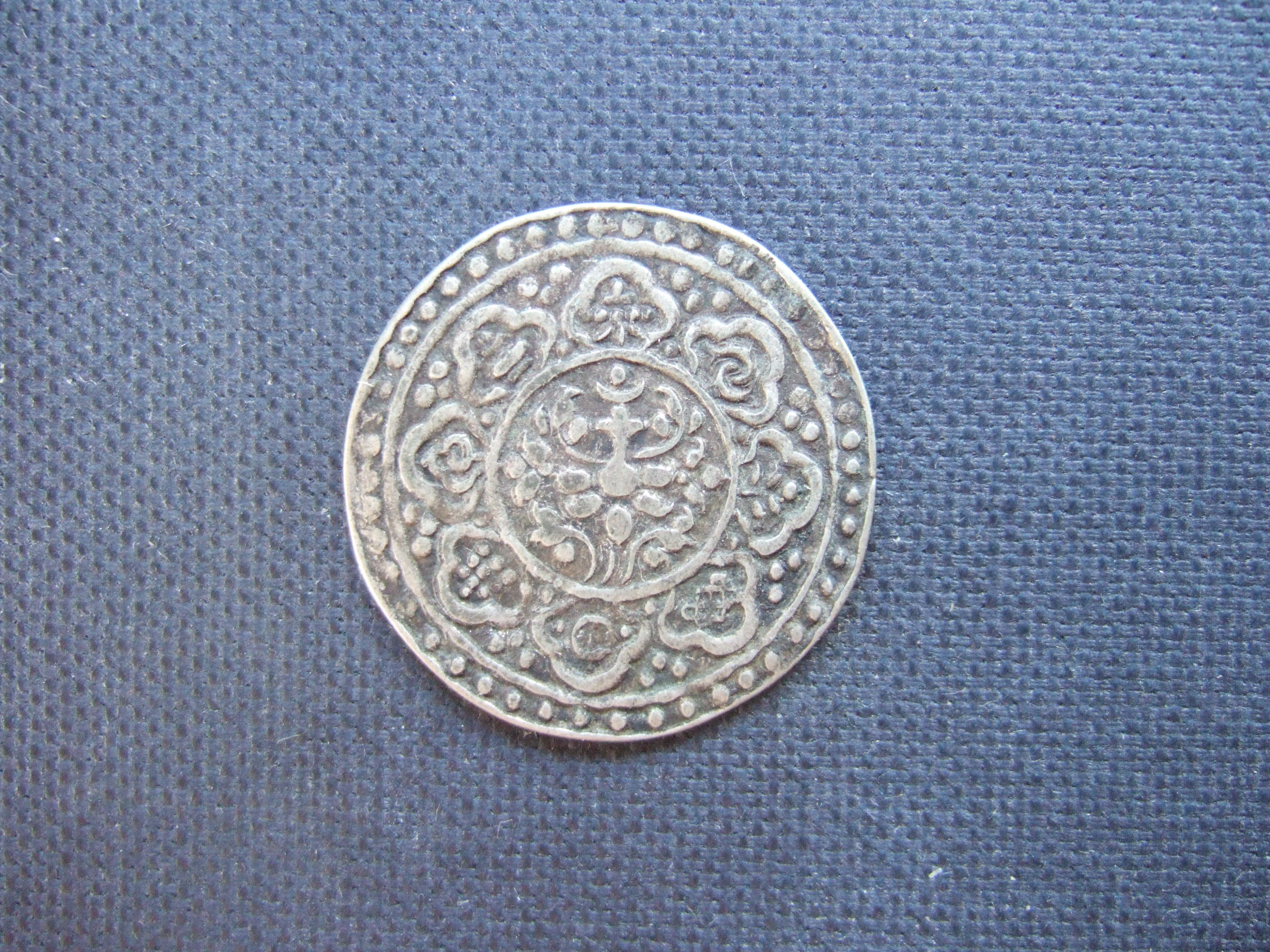
Tibetaanse gaden thangka (ca. 1840), voorzijde

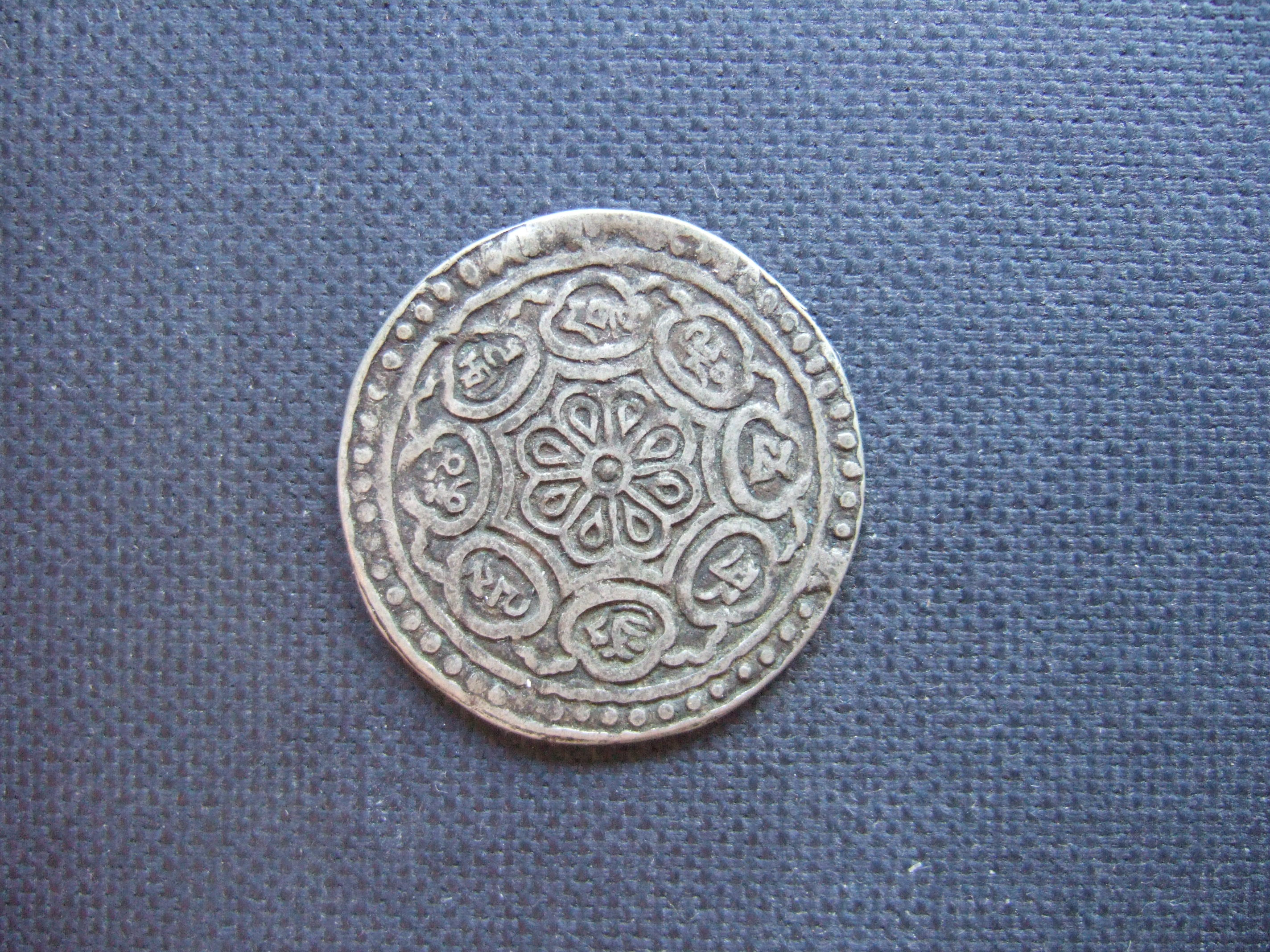
Tibetaanse gaden thangka (ca. 1840), achterzijde

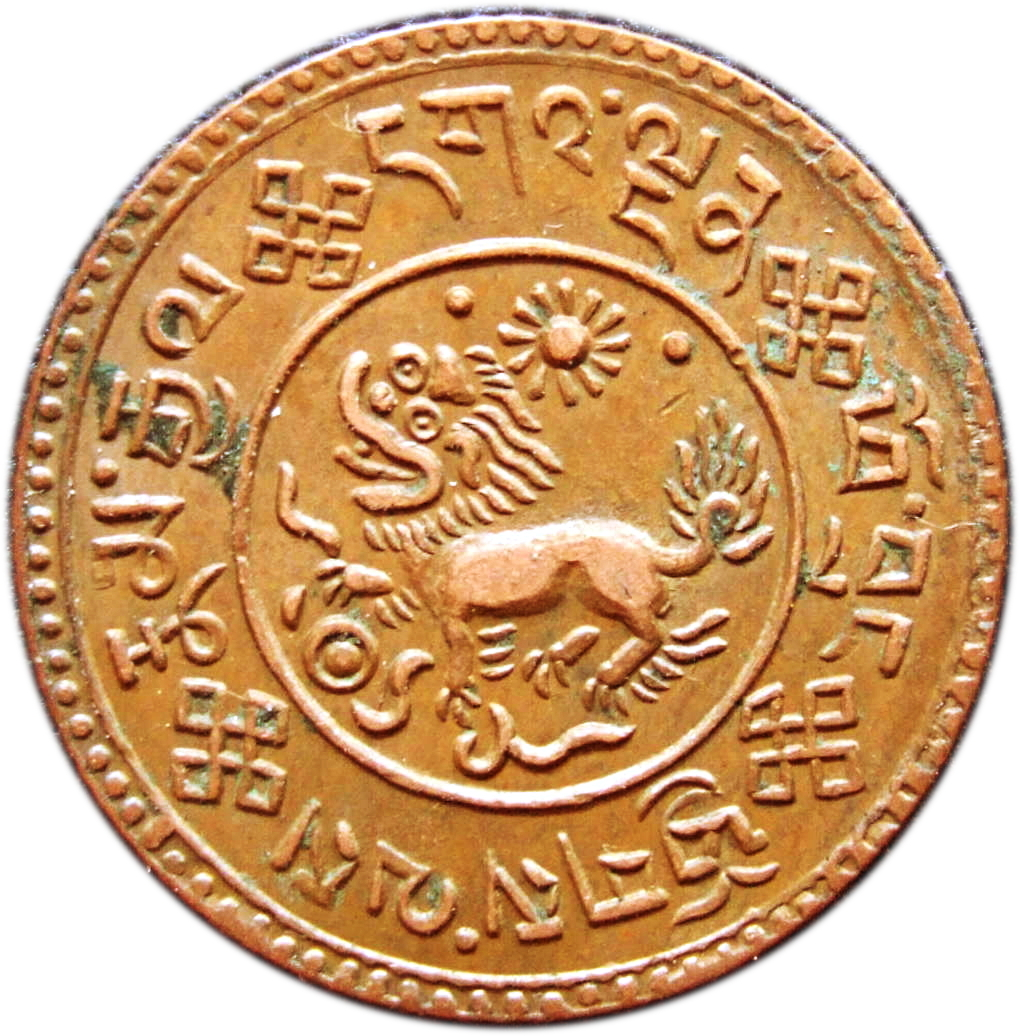
Koperen 1 sho, gedateerd 16-6 (1932), voorzijde

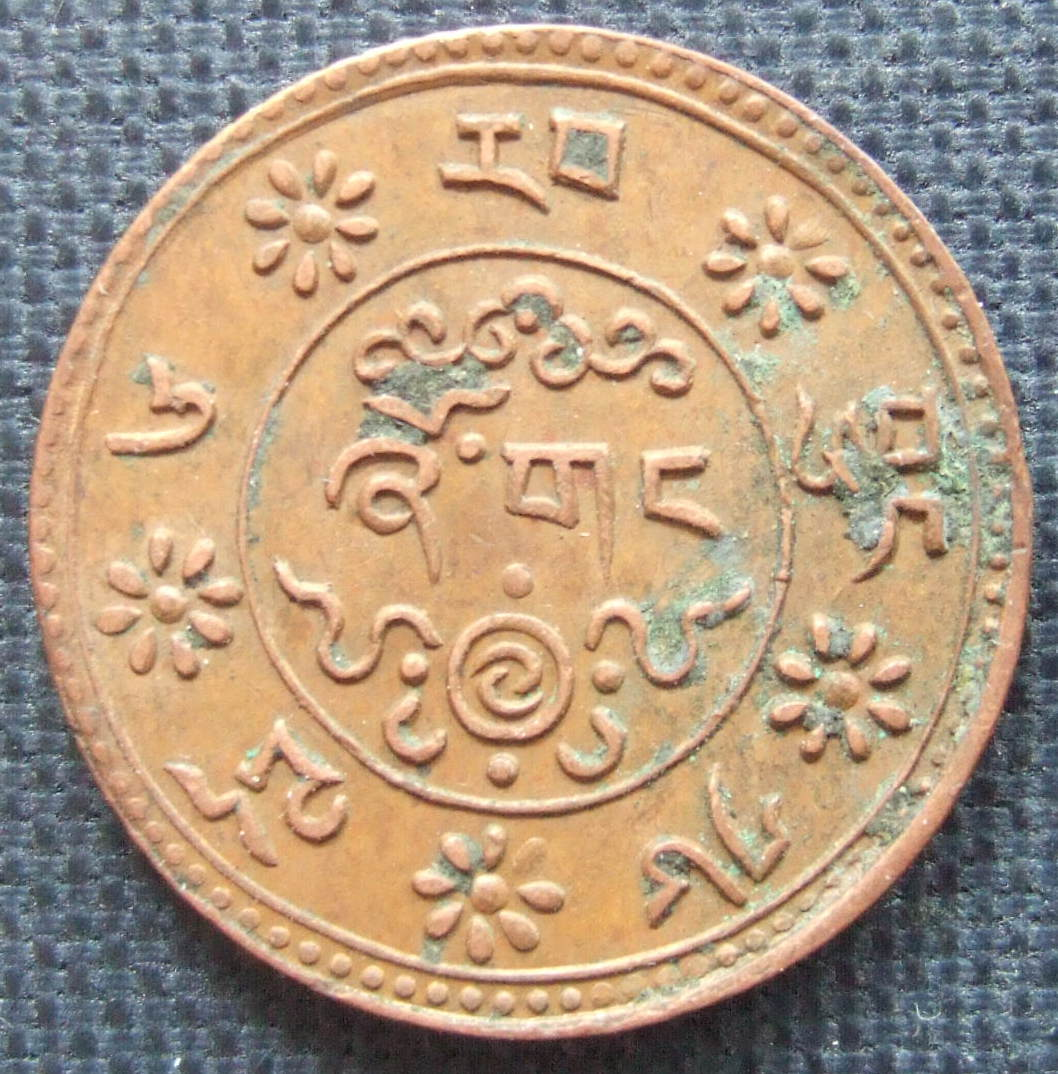
Koperen 1 sho, gedateerd 16-6 (= AD 1932), achterzijde

Vanwege de afgezwakte invloed van China in Tibet, maakte de regering van Tibet van 1840 tot 1954 zelf beslissingen over het muntstelsel, met op de munten alleen Tibetaanse inscripties en uitbeeldingen en waren er geen verwijzingen te zien naar China. De enige uitzondering in deze tijd waren tijdens de jaren 1909 en 1910 toen de Chinese amban in Lhasa koperen en zilveren munten liet slaan die gedateerd waren in de eerste twee jaren van keizer Pu Yi. Deze munten hadden Chinese en Tibetaanse legendes. Dit waren de enige munten die in Tibet zijn geslagen en die gerekend worden tot het Chinese valutasysteem tot de invasie van Tibet in 1950-51.
De enige munttypen die in de periode van 1840 tot 1908 werden geproduceerd, waren zilverstukken in de thangka-standaard in de nieuw ontwikkelde ganden-thangka en het eerdere type Kongpar-thangka type.
Na de korte onderbreking in 1909-10 aan het eind van de Qing-dynastie begon de regering van Tibet met de productie van een grote selectie van zilveren en koperen munten in verschillende denominaties, variërend van 2½ skar tot 1 srang. Later werden de zilverstukken van hogere denominaties geïntroduceerd: 1½ en 3 srang (1933-38 en 1946). Van 1949 tot 1952 werden stukken van 10 srang met een gehalte van 10% zilver geslagen: dit was de hoogste denominatie die voor gewoon betalingsverkeer in Tibet in omloop werd gebracht.
Van 1918 tot begin 1921 werden er gouden munten van de denominatie 20 srang geslagen in het munthuis Serkhang, dat dicht bij het Norbulingka lag, het zomerpaleis van de dalai lama's. Deze gouden munten kwamen niet veel voor in het dagelijkse betalingsverkeer en werden hoofdzakelijk gebruikt als spaarmiddel of werden geëxporteerd naar India waar er een goede winst op behaald kon worden.
Zilveren thangka's van het type bleven in productie in de 20e eeuw en werden gebruikt naast de verschillende andere denominaties. De laatste Tibetaanse munt van dit ontwerp werd geproduceerd in 1953/54; dit was een speciale uitgave in fijn zilver en was in omloop tussen de monniken in de regio rondom Lhasa. Deze machinegeslagen munten hadden een waarde van vijf srang. Van 1840 tot 1932 werden Tibetaanse munten met de hand geslagen en later met een machines die door waterkracht of mankracht werden aangedreven op verschillende locaties nabij Lhasa.

## Tibetaanse bankbiljetten
|  |
|  |
|  |
|  |

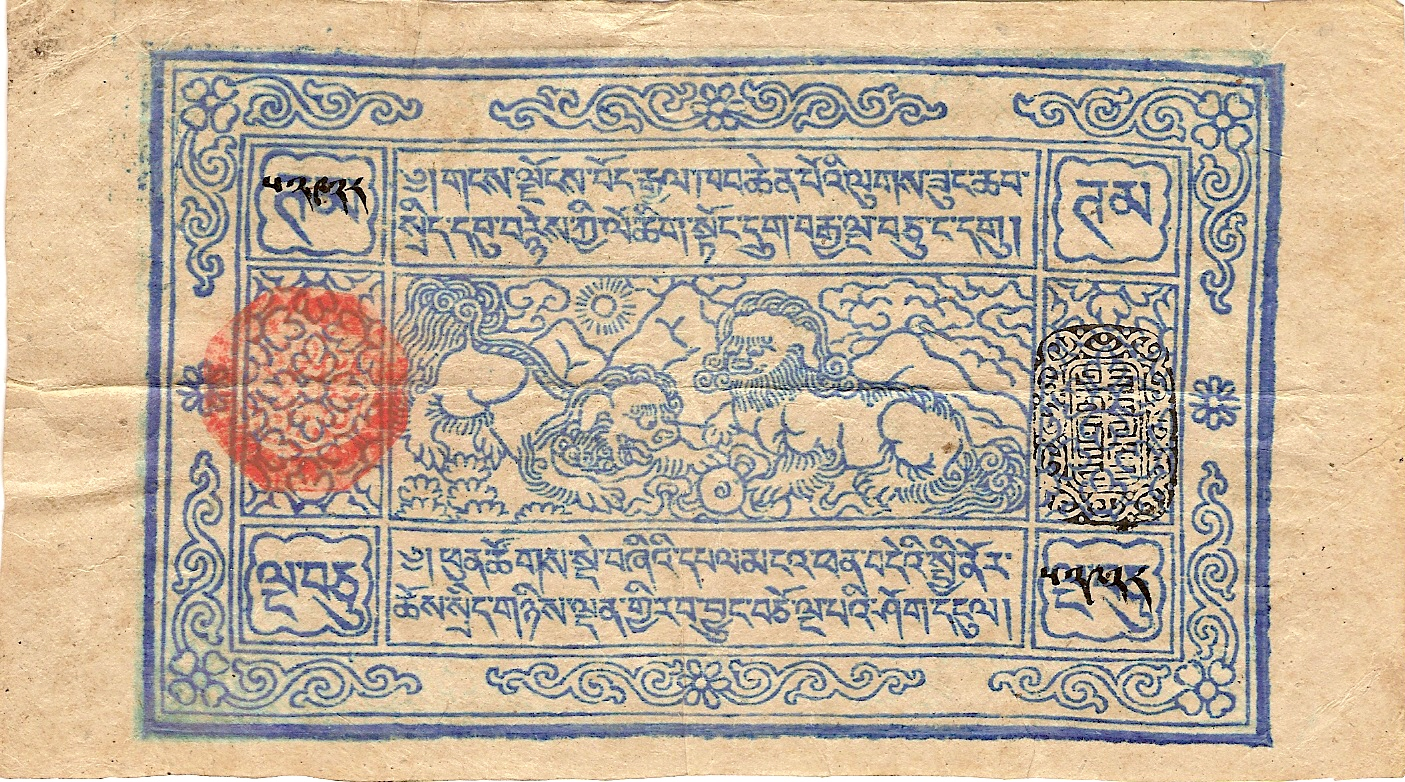
50 tam (=thangka), Tibetaanse kalenderjaar 1659 (= 1913), voorzijde

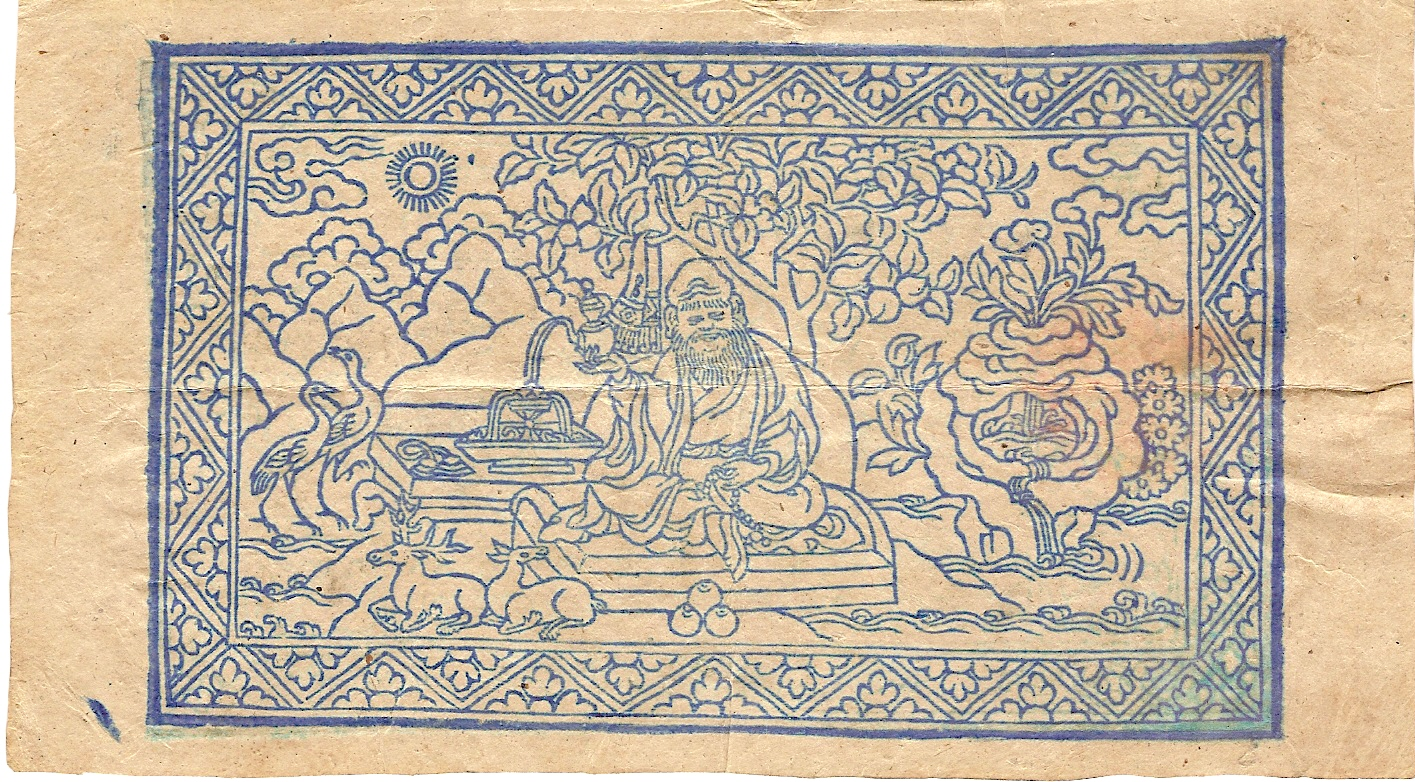
50 tam (=thangka), Tibetaanse kalenderjaar 1659 (= 1913), achterzijde. In het midden staat de uitbeelding zes symbolen van een lang leven (tshe ring rnam drug) van een oude man (mi tshe ring) die onder waarschijnlijk een perzikboom zit. Zijn linkerhand rust op zijn schoot en houdt een rozenkrans vast. Zijn opgeheven rechterhand houdt een waterpot vast. Voor hem liggen een setje van drie juwelen, rechtsvoor een paar herten en rechts een paar kraanvogels; links is een watervalletje, een schelpachtig rotsblok en bloemen. Deze zes verschillende kenmerken worden met een lang leven in verband gebracht.

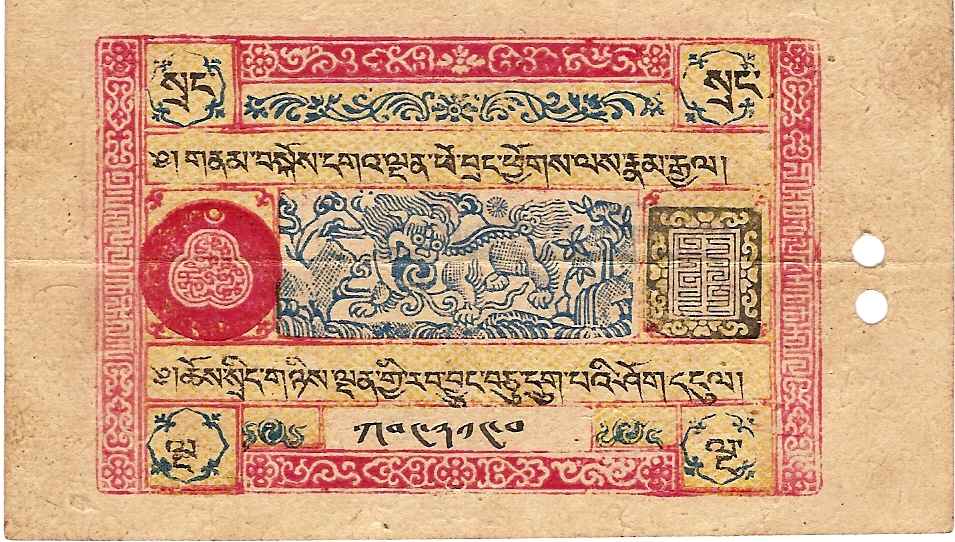
Niet gedateerd, 5-srang-bankbiljet, voorzijde

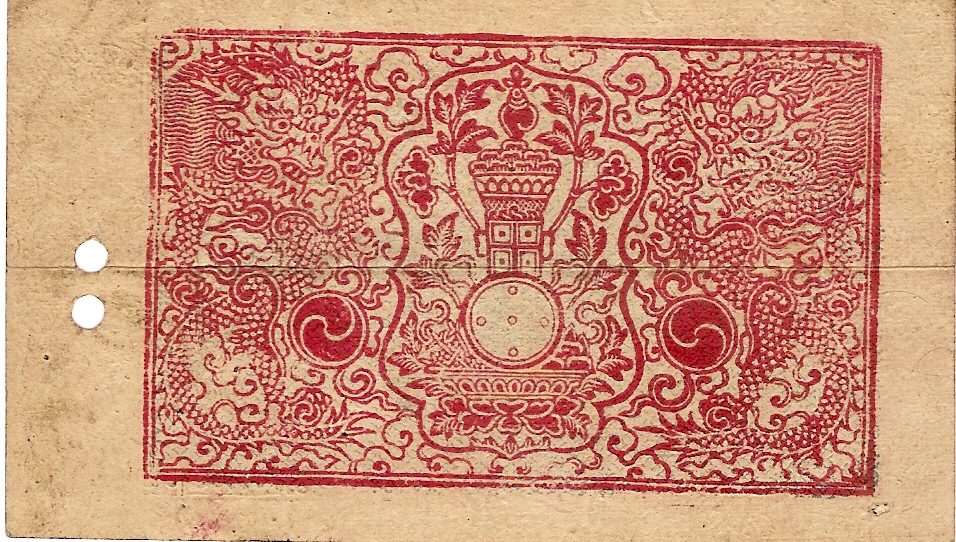
Niet gedateerd, 5-srang-bankbiljet, achterzijde

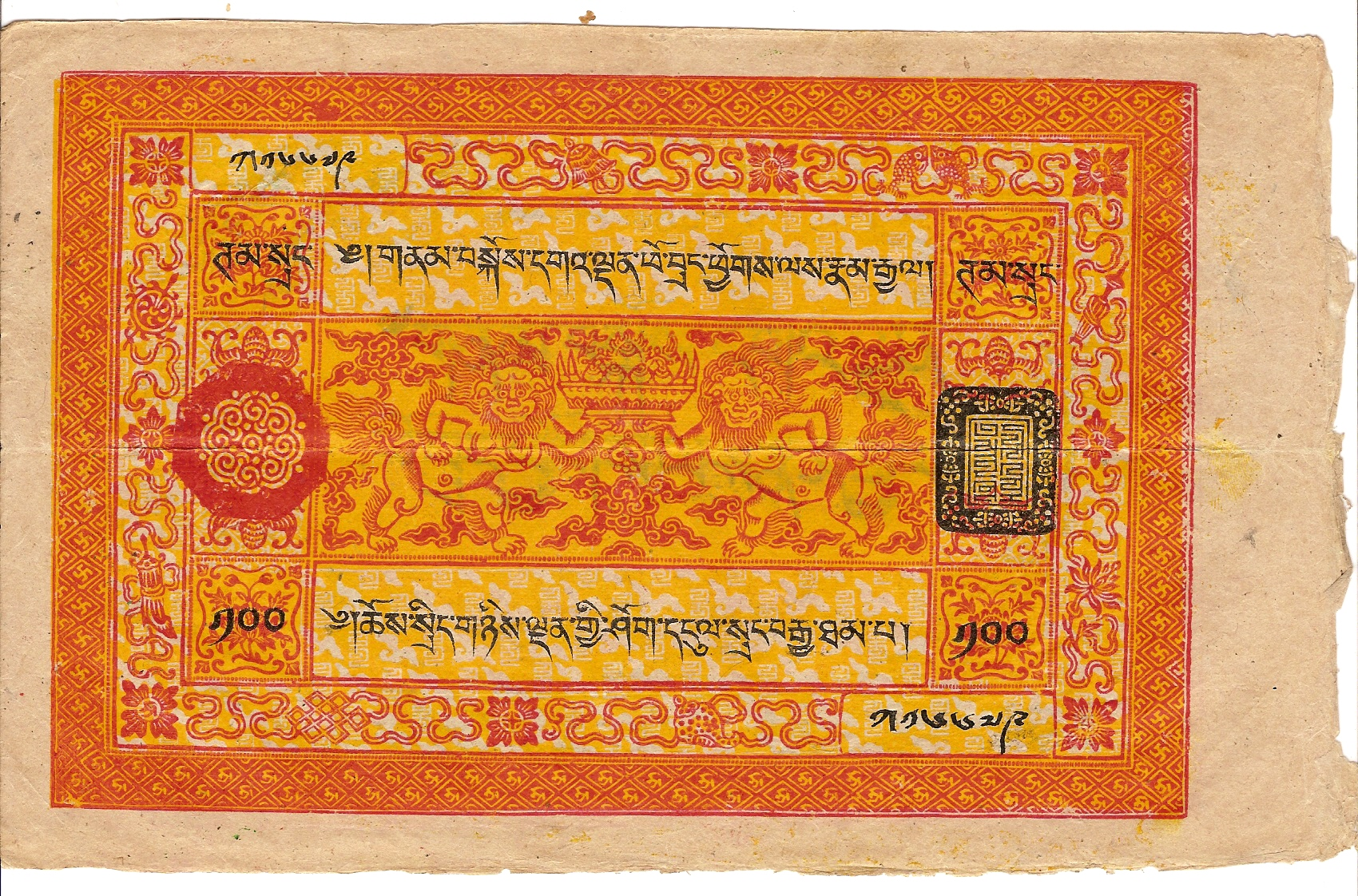
Niet gedateerd, 100 tam srang, ca. 1938, voorzijde

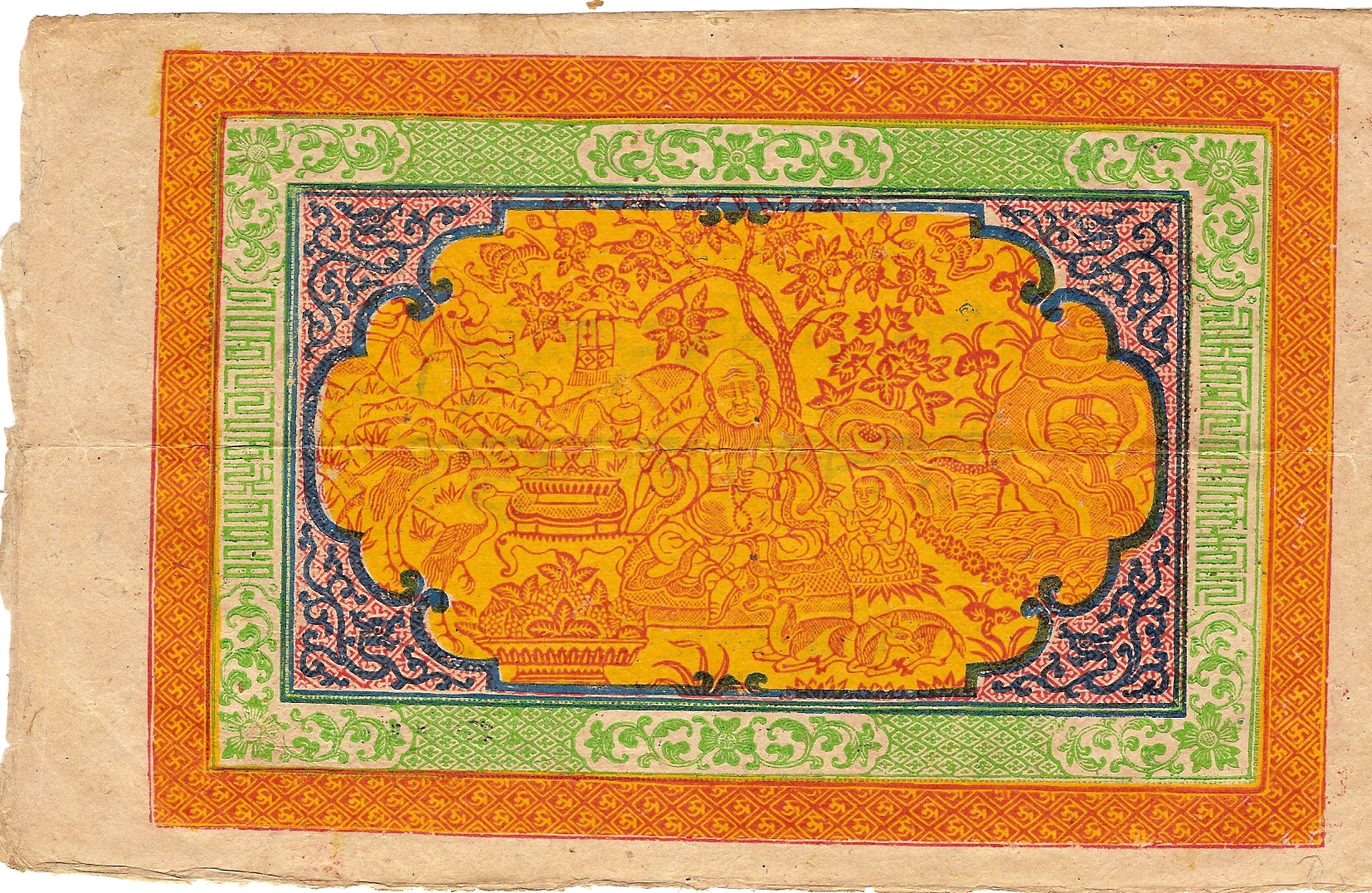
Niet gedateerd, 100 tam srang, ca. 1938, achterzijde. De afbeelding in het midden is vergelijkbaar met die op de achterkant van het 50 tam-biljet, ook wel thangka-biljet. Niettemin is de perzikboom vervangen door een granaatappelboom en links- en rechtsboven vliegen twee vleermuizen, die symbool staan voor geluk.

Tibetaanse bankbiljetten werden voor het eerst uitgegeven in 1913 met de denominatie van 5 groene of blauwe en tien rode tam. Deze bankbiljetten droegen jaartal 1658 (16 lo 58) van de Tibetaanse kalender (1913 volgens onze tijdrekening.
Later in het jaar 1913 volgden nieuwe uitgaven die gedateerd waren in het Tibetaanse jaar 1659 (vanaf februari 1913). Deze hebben de volgende nominaties: een rood tam-biljet, een violet 15 tam-biljet, een bruin of geel 25 tam-biljet en een blauw en paars 50 tam-biljet. Net als twee eerdere uitgaven dragen ze een rood Tibetaans zegel dat de autoriteit van de dalai lama representeert en een zwart lakzegel die in het 'phags pa, ofwel het zegelschrift in het Tibetaans schrift de volgende opdruk kent: gzhung dngul khang. Dit kan vertaald worden naar regeringsschatkist of regeringsbank.
De biljetten van vijf tam werden ook daarna gedrukt, waarbij de datum steeds op 1658 van de Tibetaanse kalender bleef staan. De eerste Tibetaanse bankbiljetten werden via blokdruk gedrukt op lokaal geproduceerd papier en werden met de hand genummerd met zwarte inkt door Tibetanen die speciaal daarvoor waren opgeleid in de Tibetaanse kalligrafie. In de jaren 30 werden ze uit de roulatie genomen. Aan de voorkant hebben ze het volgende opschrift:
Gangs ljongs bod rgyal khab chen po´i lugs zung chab
Srid dbu brnyes kyi lo chig stong drug brgya bcu nga brgyad
Phun tshogs sde bzhi´i dpal mnga´ phan bde´i spyi nor
Chos srid gnyis ldan gyi rab byung bco lnga pa´i[ba ´i] shog dngul."— Opschrift 5 tam-biljetten - Tibetaans
1658 vanaf de oprichting van de religieus-seculiere vorm
van de regering in het grote land Tibet, het land van sneeuw,
papiergeld van de 15e regeringscyclus van religie en politiek,
het universele juweel van nut en zegening, gedoteerd met vier types van gelukzaligheid.— Opschrift 5 tam-biljetten - Nederlands
Het grootste biljet van 50 tam werd geregeld vervalst en om die reden ging de regering over naar de introductie van een nieuw 50 tam-biljet dat op een geavanceerde manier werd gedrukt door gebruikmaking van meer kleuren. De legendes aan de voorkant werden gedrukt met houtblokken, terwijl het overgebleven ontwerp op beide zijden werd gedrukt door een machine met verschillende metalen blokken. Het eerste biljet van deze nieuwe uitgave was gedateerd in het jaar 1672 van de Tibetaanse kalender, ofwel 1926 in onze tijd. Nieuwe biljetten van deze denominatie werden elk jaar gedrukt tot het Tibetaanse jaar 1687, ofwel 1941.
In 1937 of in het volgende jaar werden er nieuwe meerkleurige bankbiljetten met de hoge denominatie van 100 tam srang geïntroduceerd. Deze droegen hetzelfde rode lakzegel als de eerste tam-biljetten en een nieuw zwart lakzegel met de inscriptie Srid zhi dpal ´bar. Deze legende verwijst naar de Tibetaanse regeringsmunt. Deze inscriptie kan op meerdere manieren vertaald worden, als: Twee beroemde regeringen; de glorie van beide [leken en monniken] regeringshuizen. "Mag elke levensvorm van het goede vergroten" en "Regering, vrede en vooruitgang." Hieruit kan de volgende interpretatie worden getrokken: Een vredevolle regering brengt bloei voort".
Kort erna werd de denominatie van deze biljetten veranderd van "tam srang" naar "srang" en werd er een nieuwe, kleinere zegel op gedrukt. De biljetten van 100 srang werden met de machine gedrukt en met de hand genummerd. Ze dragen geen datum en werden op regelmatige basis gedrukt tussen 1939 en 1945 en opnieuw tussen 1951 en 1959. Grote aantallen van deze denominatie zijn bewaard gebleven en worden sindsdien verhandeld in de numismatiek.
Verdere machine-gedrukte, meerkleurige uitgaven in de "srang" volgden. In 1940 werden biljetten in de denominatie van "10 srang" geïntroduceerd die de Tibetaanse datum 1686 dragen. Deze biljetten werden met de machine gedrukt in drie kleuren (rood, blauw en zwart) en werden uitgegeven in verschillende jaartallen tot het Tibetaanse jaar 1694 (1948 n. Chr.).
Een niet gedateerd, kleiner biljet met de denominatie "5 srang" werd uitgegeven tussen 1942 and 1946. Uiteindelijk werd een niet gedateerd biljet van "25 srang" geïntroduceerd in 1950 en werd uitgegeven tot 1955. Alle Tibetaanse bankbiljetten in de "srang"-serie werden met de machine gedrukt in de muntsmederij Drabchi Lekhung van de Tibetaanse regering nabij Lhasa. De kleuren werden geïmporteerd uit India en de biljetten werden gemaakt op lokaal gedrukt papier. Ze werden allemaal met de hand genummerd en in 1959 werden ze uit de circulatie genomen en vervangen door de Chinese bankbiljetten van de yuan.

## Tibetaanse munthuizen

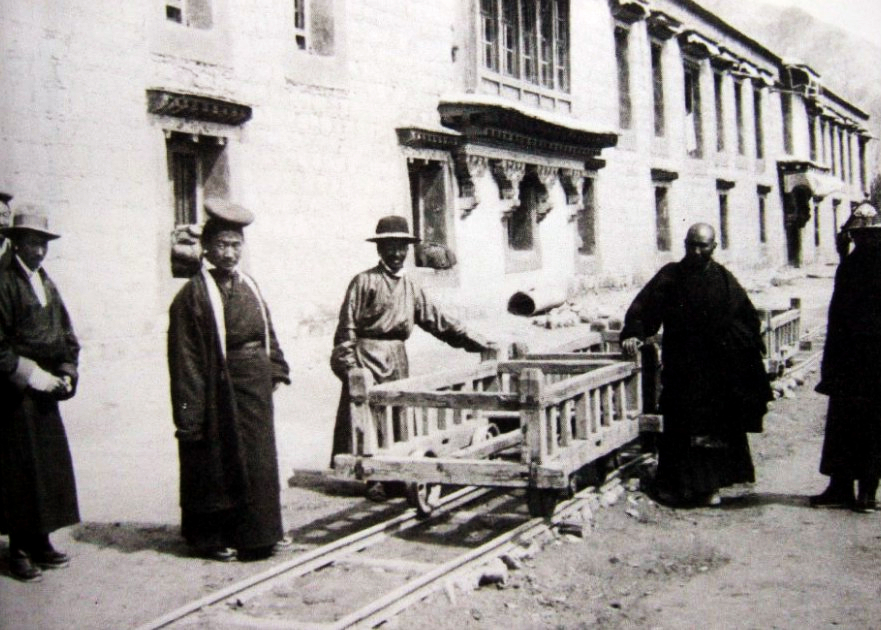
Trabchi Lekhung, 1933

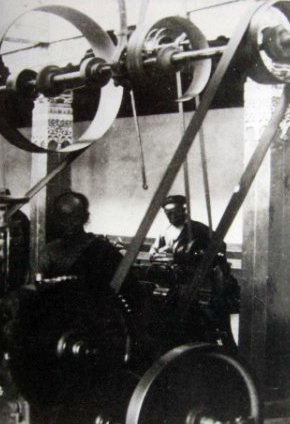
Trabchi Lekhung, 1933

Een van de belangrijkste munthuizen in de 20e eeuw was 'dod dpal (las khung) dat zich in Shöl, onderaan het Potala bevond. Een ander was op 12 km ten noordnoordoosten van Lhasa gevestigd in de Dogde-vallei (dog bde of dog de)
Een ander belangrijk munthuis stond in Drabchi (4 kilometer noordelijk van Lhasa op de weg naar het Seraklooster). De volledige naam van dit munthuis was Drabchi Lotrü Lekhung (grwa bzhi glog ´khrul las khung, de "Drabchi elektrische machinedienst"). Dit munthuis werd begin jaren 1930 gemoderniseerd. Vervolgens werden de machines van de andere munthuizen hiernaartoe overgeplaatst, waardoor het na 1932 was overgebleven als het enige munthuis van Tibet.
De munten werden geslagen op machines die geïmporteerd werden uit het Verenigd Koninkrijk en Brits-Indië. Dit gebeurde in eerste instantie op proef in 1928 en 1929 en daarna op grote schaal van 1932 tot 1938 en nogmaals tussen 1946 en 1954. De elektriciteit voor deze machines werd opgewekt door een hydraulische elektriciteitscentrale in de Dogde-vallei die daar was geplaatst tussen 1927 en 1928 en was geïmporteerd uit het Verenigd Koninkrijk in 1924.

## 1955 tot 1959
Na de invasie van Tibet (1950-51) was er opnieuw tussenkomst van de Chinese autoriteiten in het muntstelsel van Tibet en vanaf 1955 werden er geen Tibetaanse munten meer geslagen. Niettemin bleef de productie van bankbiljetten van 100 srang doorgaan tot en met de opstand in Tibet in maart 1959, toen de veertiende dalai lama en de regering van Tibet het land ontvluchtte en een regering in ballingschap stichtte in India. Medio 1959 stopte ook de productie van de 100-srang-biljetten. Met de introductie van de Chinese munteenheid renminbi werd het Tibetaanse geld uiteindelijk vervangen.

## Data op de Tibetaanse munten

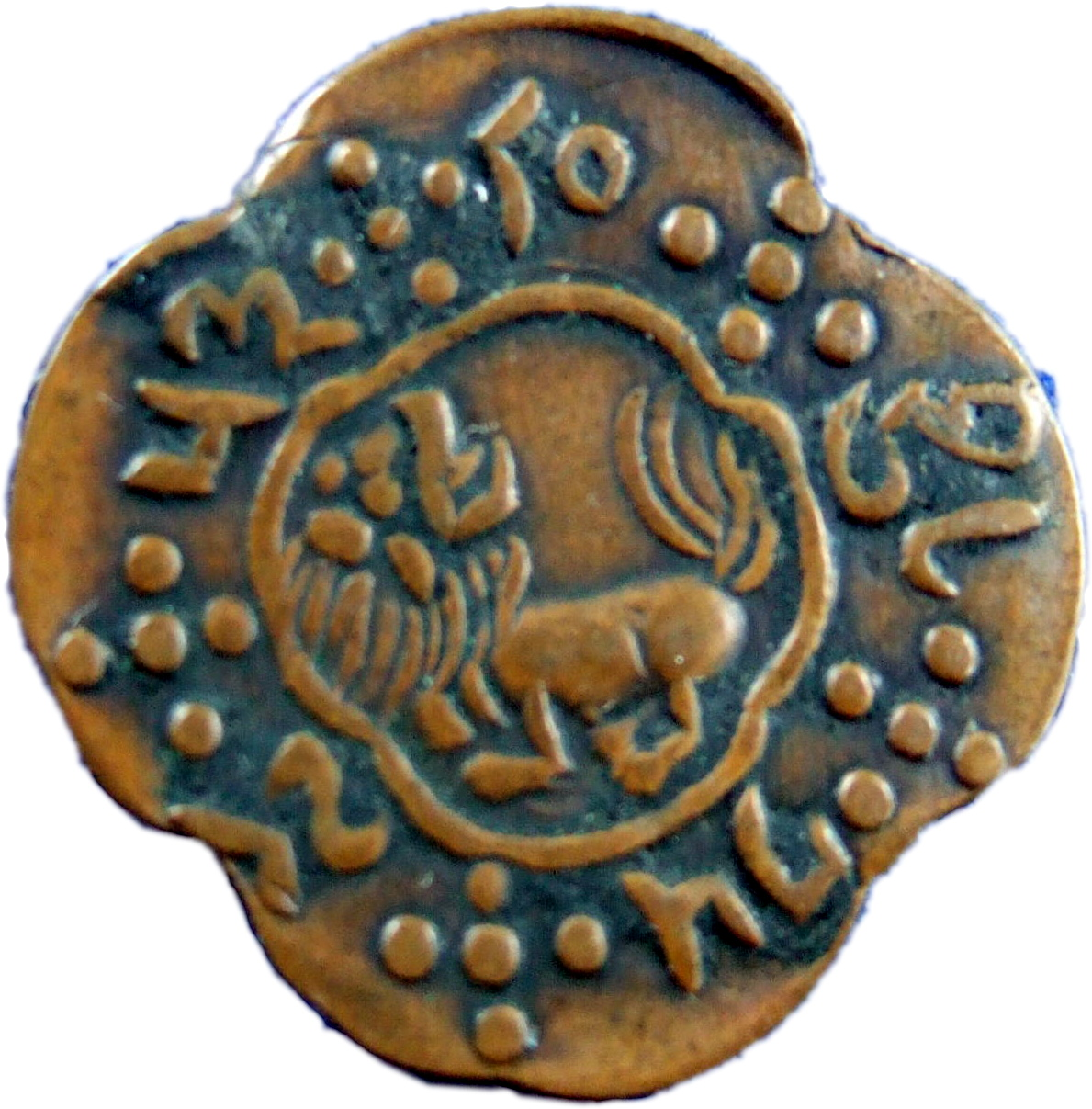
Tibetaanse koperen 2½ skar, gedateerd 15-53 (ofwel 1919), voorzijde

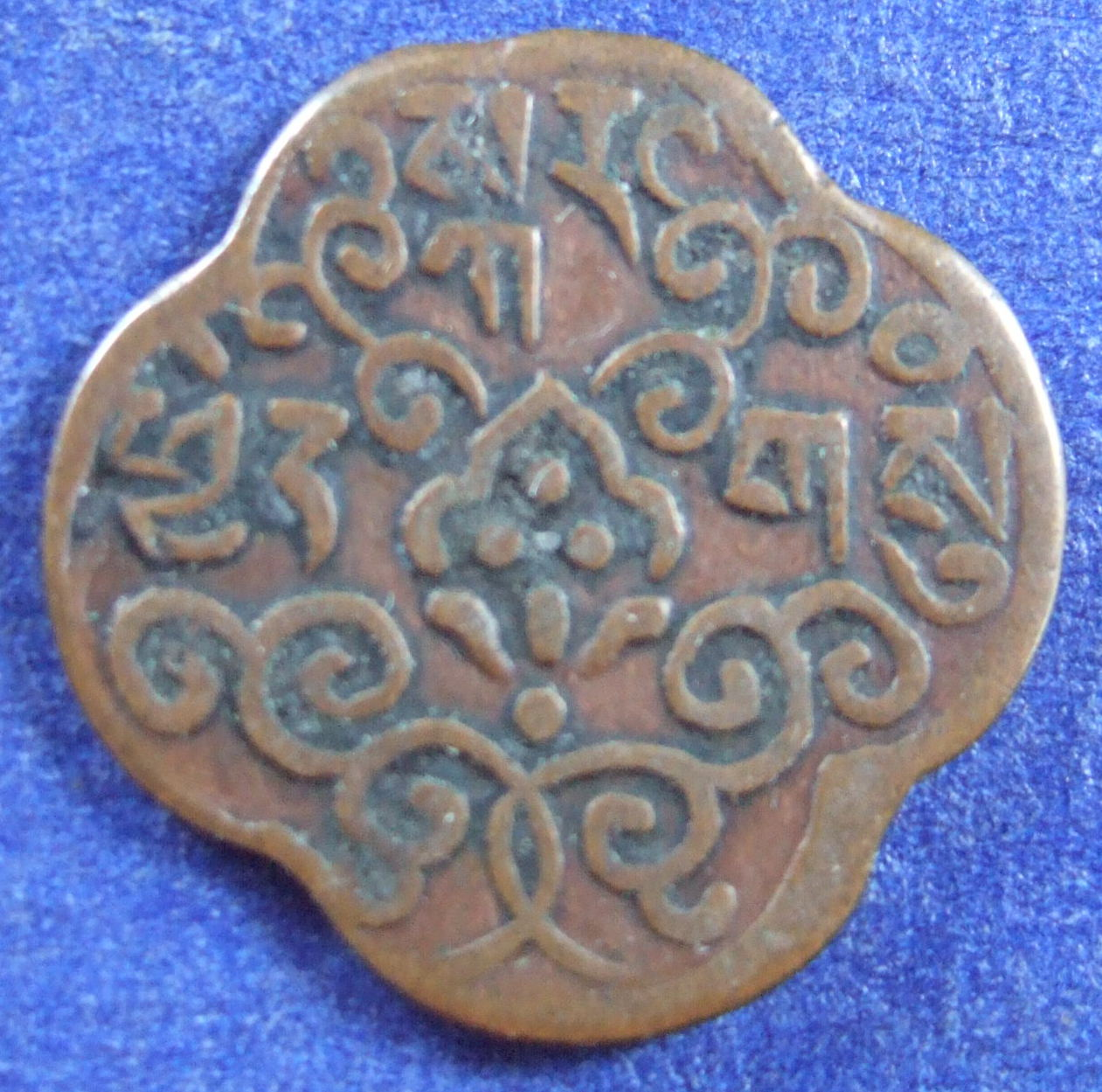
Tibetaanse koperen 2½ skar, gedateerd 15-53 (ofwel 1919), achterzijde

De vroegst geslagen munten in Tibet zijn niet gedateerd. De Sino-Tibetaanse munten (1792 tot 1836) zijn na het regeringsjaar van de regerende Chinese keizer gedateerd. Bijvoorbeeld komt het 58e jaar van Qianlong overeen met het westelijke jaar 1793.
De munten uit de 20e eeuw zijn net als de 18e en 19e-eeuwse Kong Par thangka's gedateerd volgens de tijdrekening van de Tibetaanse kalender. Elke tijdcyclus kent 60 jaar. Het eerste jaar van de eerste cyclus komt overeen met het jaar 1027 in de Westerse tijdrekening. De Tibetaanse jaartelling begint bij het jaartal 1026, toen de kalachakra vanuit India in Tibet werd geïntroduceerd. Deze kalender begint in de westerse maand februari.
Bijvoorbeeld was de vroegste Kongpar-thangka's het jaartal 13-45 te lezen. Dit betekent dat de munten in de 45e jaar van de 13e cyclus waren geslagen. Dit jaar stemt overeen met het westerse jaar 1791.
De vroegste bankbiljetten in zowel tam als 10 srang kennen een jaartalopdruk die verwijst naar een kalenderbegin in het westelijke jaar 254. Bijvoorbeeld stond er op een 5 tam-biljet het jaar 1658. Wanneer hier het getal 254 bijgeteld wordt, is het westelijke jaar 1912 te berekenen.

## Tibetaanse munteenheden
Tibet had een duaal en om die reden een gecompliceerd muntsysteem. Eén systeem dat geïmporteerd was uit Nepal had als basiseenheid de thangka (ook wel trangka, tam of tamga). De thangka bestond uit een zilverlegering van tussen de 5,4 en 5,6 gram.
De andere munt werd geïmporteerd uit China en de basismunt daarvan was de srang (Chinese liang) en was het equivalent van 37,3 gram zilver. Deze twee systemen bleven naast elkaar bestaan van ongeveer 1640 tot 1959.
| Verhouding tussen de munteenheden                                                                                 | Onderverdelingen van de srang | Zilvermunten, alleen geslagen in de 18e en 19e eeuw |
| --- | --- | --------------------------------------------------- |
| - 1 srang = 6 2/3 thangkas - 1 thangka = 1 ½ sho = 15 skar - ½ thangka = 7 ½ skar - 1 sho = 2/3 thangka = 10 skar | - 1 srang = 10 sho = 100 skar - 1 sho = 10 skar - 1 srang werd srang gang genoemd - 1 sho werd zho gang genoemd - 2 sho werden zho do genoemd | - ½ sho - ½ thangka = ¾ sho - 1 sho - 1 thangka     |

De kleinste munt van een ½ sho en een ½ thangka werden alleen in omloop gebracht in keine aantallen in 1793. Ook bestaan er enkele ½ sho-munten die gedateerd zijn tijdens het jaar 59 van de regering van de Chinese keizer Qianlong. Deze munten zijn echter uiterst zeldzaam en de meeste van deze munten worden beschouwd als modellen of prototypes.
In de 20e eeuw werden de volgende eenheden geslagen:
| Koper | Zilver | Goud                  |
| --- | --- | --------------------- |
| - ½ skar (skar che) - 1 skar (skar gang) - 1/8th sho - ¼ sho - 2 ½ skar (skar phyed gsum or kha gang) - 5 skar (skar lnga) - 7 ½ skar (skar phyed brgyad) - 1 sho (zho gang) - 3 sho (zho gsum) - 5 sho (zho lnga) | - 1 thangka - 1 sho (zho gang) - 2 sho (zho do) - 5 sho (zho lnga) - 1 srang (srang gang) - 1 ½ srang (srang gang zho lnga) - 3 srang (srang gsum) - 5 srang (in beperkte aantallen; deze munt werd ook geslagen in koper) - 10 srang (srang bcu) | - 20 srang (gser tam) |